# دانيال جيريمياه
دانيال جيريمياه (بالإنجليزية: Daniel Jeremiah)‏ هو لاعب كرة قدم أمريكية أمريكي، ولد في 5 ديسمبر 1977 في إل كاجون في الولايات المتحدة.